# 화장터 인부
화장터 인부(Spalovac Mrtvol, The Cremator)는 체코에서 제작된 유라이 헤르츠 감독의 1968년 코미디, 범죄, 드라마 영화이다. 루돌프 흐루신스키 등이 주연으로 출연하였다.
이 영화는 제42회 아카데미상 시상식에서 국제영화상 부문에 체코슬로바키아 자격으로 출품되었으나 후보로 지명되지는 못했다. 1972년, 카탈루냐 국제 판타스틱 영화제에서 베스트 필름상을 받았다.
스토리는 1930년대 프라하를 배경으로 한다.

## 출연

### 주연
- 루돌프 흐루신스키
- 블라스타  크라모스토바

### 조연
- 일랴 프라샤르
- 야나 스테노바
- 밀로스 보그닉